# 1-Heptin
1-Heptin ist eine chemische Verbindung aus der Gruppe der Alkine (eines der Heptine). Es besitzt das Grundgerüst des Heptans mit einer C≡C-Dreifachbindung an der 1-Position.
Isomere sind unter anderem 2-Heptin und 3-Heptin.